# Tipula cithariformis
Tipula cithariformis är en tvåvingeart som beskrevs av Alexander 1967. Tipula cithariformis ingår i släktet Tipula och familjen storharkrankar.
Artens utbredningsområde är Ecuador. Inga underarter finns listade i Catalogue of Life.